# Cantone di Guéret-Sud-Ovest
Il Cantone di Guéret-Sud-Ovest era una divisione amministrativa dell'arrondissement di Guéret.
A seguito della riforma approvata con decreto del 17 febbraio 2014, che ha avuto attuazione dopo le elezioni dipartimentali del 2015, è stato soppresso.

## Composizione
Comprendeva parte della città di Guéret e i comuni di:
- La Chapelle-Taillefert
- Saint-Christophe
- Saint-Victor-en-Marche
- Savennes